# 247 (số)
247 (hai trăm bốn mươi bảy) là một số tự nhiên ngay sau 246 và ngay trước 248.